# Fiber to the x
Fiber To The X или FTTx (англ. fiber to the x — оптическое волокно до точки X) — это общий термин для любой широкополосной телекоммуникационной сети передачи данных, использующей в своей архитектуре волоконно-оптический кабель в качестве последней мили для обеспечения всей или части абонентской линии. Термин является собирательным для нескольких конфигураций развёртывания оптоволокна — начиная от FTTN (до узла) и заканчивая FTTD (до рабочего стола).
В строгом определении FTTx является только физическим уровнем передачи данных,  фактически понятием охватывается большое число технологий канального и сетевого уровня. С широкой полосой систем FTTx неразрывно связана возможность предоставления большого числа новых услуг.

## Разновидности
В зависимости от условий использования телекоммуникационная отрасль различает несколько отдельных конфигураций FTTX:
- FTTN (Fiber to the Node) — волокно до сетевого узла. Оптоволокно оканчивается в уличном коммуникационном шкафу, возможно за 1-2 км от конечного потребителя, с дальнейшей прокладкой меди — это может быть xDSL или гибридные волоконно-коаксиальные линии[2]. FTTN зачастую является промежуточным шагом к полному FTTB и, как правило, используется для доставки расширенного пакета Triple Play телекоммуникационных услуг.
- FTTC / FTTK (Fiber to the Curb / Fiber to the kerb) — волокно до микрорайона, квартала или группы домов. Вариант весьма похож на FTTN, но уличный шкаф или столб ближе к помещениям клиента и находится, как правило, в пределах 300 метров — расстояния для широкополосных медных кабелей, подобных проводному Ethernet или связи по ЛЭП IEEE 1901 или беспроводной технологии Wi-Fi. Иногда FTTC неоднозначно называют FTTP (fiber-to-the-pole, оптика до столба), что вызывает путаницу с «Fiber to the premises system» (оптика до системы помещений).
- FTTDP (Fiber To The Distribution Point) — волокно до точки распределения. Это также похоже на FTTC / FTTN, но ещё на один шаг ближе. Оптоволокно оканчивается в нескольких метрах от границы конечного потребителя и последнее соединение кабелей происходит в распределительной коробке, называемой точкой распределения, что позволяет предоставлять абонентам скорость близкую к 1-гигабиту[3].
- FTTP (Fiber to the premises) — волокно до помещения. Это сокращение обобщает термины FTTH и FTTB или используется в тех случаях, когда оптоволокно подведено туда, где одновременно есть дома и малые предприятия.
  - FTTB (Fiber to the Building) — волокно доходит до границы здания, такой как фундамент многоквартирного дома, подвальное помещение или технический этаж с окончательным подключением каждого жилого помещения при помощи иных способов как в конфигурациях FTTN или FTTP.
  - FTTH (Fiber to the Home) — волокно до квартиры или частного дома. Кабель доводится до границы жилой площади, например, коммуникационной коробки на стене жилья. Далее услуги оператора предоставляются абоненту посредством технологии PON и PPPoE посредством FTTH-сетей[4][5].
- FTTD / FTTS (Fiber to the desktop, Fiber to the Subscriber) — оптическое соединение приходит в основную компьютерную комнату в терминал или в медиаконвертер близ рабочего стола клиента.
- FTTE / FTTZ (Fiber to the telecom enclosure, fiber to the zone) — вид кабельной системы, обычно используемой в локальной сети предприятий, когда оптическое соединение используется от серверного помещения до рабочего места. Эти виды не входят в группу технологий FTTX, несмотря на схожесть в наименованиях[6].

Для обеспечения согласованности, особенно при сравнении между странами уровня проникновения FTTH, три совета по FTTH — Европы, Северной Америки и Азиатско-Тихоокеанского региона в 2006 году согласовали между собой определения FTTH и FTTB, а также уточняли их в 2009, 2011 году и в феврале 2015 года. Совет FTTH не устанавливал формальных определений для FTTC и FTTN.

## Описание

### FTTN
В этом варианте оптоволоконный кабель подводится к сетевому узлу и в связи с этим иногда могут путать с подключением FTTC, когда оптика доводится до уличного распределительного шкафа или столба, несущего кабель, с дальнейшей разводкой по микрорайону или близлежащим домам. К конечным потребителям, как правило, далее от такого шкафа идут отдельные подключения по коаксиальному кабелю или витой паре. Территория, обслуживаемая из одного уличного распределительного шкафа, обычно находится в радиусе менее 1,5 км и может включать в себя несколько сотен абонентов телематических услуг. Если от распределительного шкафа обслуживается территория с радиусом менее 300 метров, то такое подключение будет относиться к FTTC/FTTK.
FTTN позволяет предоставлять широкополосные услуги связи, такие как высокоскоростной доступ в интернет. На участке от конца оптоволокна до потребителя услуг используются высокоскоростные протоколы передачи данных подобные тем, что применяются при работе по широкополосным кабелям связи (обычно DOCSIS) или некоторые виды xDSL. Скорость передачи данных варьируется в зависимости от используемого протокола и от того, насколько близко абонент от распределительного шкафа.
В отличие от FTTP, в инфраструктуре FTTN зачастую для обеспечения последней мили используется коаксиальный кабель или витая пара, что делает такой вариант менее дорогостоящим для развёртывания. Однако, в долгосрочной перспективе потенциальная пропускная способность при этом варианте будет сильно ограничена относительно варианта с окончанием оптоволокна ближе к абоненту.
Технической разновидностью этого варианта является гибридная оптико-коаксильная система связи, используемая операторами кабельного телевидения. Такое подключение ещё иногда называют аббревиатурой FTTLA (Fiber to the last amplifier, оптика до последнего усилителя), при замене таким подключением последнего усилителя перед абонентом (или группой абонентов).

### FTTC
Волокно до микрорайона, квартала или группы домов является системой связи, суть которой состоит в запуске платформы на основе оптоволоконных линий связи, обслуживающей нескольких абонентов. Каждый из этих абонентов соединён с платформой коаксиальным кабелем или витой парой. Это может быть устанавливаемое выносное устройство или коммуникационный шкаф или же навес. Обычно системы связи, в которых оптоволокно оканчивается менее чем за 300 м от устанавливаемой в помещении пользователя аппаратуры, относят к варианту FTTC.
В этом варианте от окончания волокна до абонента также как и в FTTN используется DOCSIS либо xDSL.
Когда возможно, при прокладке нового кабеля проводят сразу оптический и медный ethernet кабели. Последний соединяет районный узел связи с абонентом на скоростях 100 Мбит/с или 1 Гбит/с.
Развёртывание связи по ЛЭП также относят к FTTC. Использование протокола IEEE 1901 (или его предшественника — HomePlug AV) позволяет по существующим электросетям на скорости до 1 Гбит/с передавать данные от выносного районного коммутационного шкафа до любой розетки переменного тока в доме — покрытие сетью равноценно Wi-Fi с дополнительным преимуществом в виде одного кабеля для электропитания и передачи данных.
Тонким, но основным отличием FTTC от FTTN или FTTP будет место размещения коммутационного шкафа. В варианте подключения FTTC коммутация идёт, например, от несущего кабель столба на обочине дороги у дома клиента, тогда как при FTTN коммутационный шкаф вдали от абонента, а при варианте FTTP коммутация непосредственно в зоне обслуживания клиентов.
В отличие от FTTP, в варианте FTTC для создания последней мили могут использоваться имеющиеся коаксильные кабели, витая пара или связь по ЛЭП. Попыткой объединить такие существующие кабели под единым управляющим протоколом стали разработки стандартов G.hn и IEEE P1905.
Уходя от прокладки нового кабели и связанных с этим расходов, стоимость развёртывания FTTC меньше. Тем не менее этот вариант сети исторически имеет более низкий потенциал полосы пропускания, чем FTTP. На практике, относительное преимущество использования оптоволокна зависит от полосы пропускания, доступной для транспортной сети связи, от биллинговых ограничений, предотвращающих полную загрузку пропускной способности последней мили, от абонентского оборудования, от ограничений обслуживания и стоимости эксплуатации оптоволокна. Все эти параметры могут широко варьироваться исходя из географического положения и типа строения.

### FTTB
FTTB (fiber to the building) — оптическое волокно до здания. В этой архитектуре волокно доходит до коммутационного оборудования оператора, размещаемого преимущественно на границе территории, включающей в себя дома или предприятия. С оборудованием устанавливается единый терминал, а от него до помещения либо проводят медный кабель, либо используют беспроводное соединение, — в самом помещении в основном находится только один кабель, который подключается к компьютеру. Архитектура FTTB получила наибольшее распространение[где?], так как при строительстве сетей FTTx на базе Ethernet, зачастую, это единственная технически возможная схема. Кроме того, в структуре затрат на создание сети FTTx разница между вариантами FTTC и FTTB относительно небольшая, при этом операционные расходы на эксплуатацию сети FTTB ниже, а пропускная способность выше. Архитектура FTTB преобладает во вновь возводимых домах и у крупных операторов связи, тогда как FTTH будет востребована только в новом малоэтажном строительстве. В первую очередь это связано с существенно более высокой стоимостью её реализации по сравнению со стоимостью сети FTTC/FTTB.

### FTTH
FTTH (fiber to the home) — оптическое волокно до жилища. В жилище устанавливается терминал, а от терминала кабель до компьютера. Это определение исключает те архитектуры сети, в которых оптическое волокно заканчивается до достижения жилых помещений или офисного пространства и линия продолжается иной физической средой, нежели оптической.
Однозначно в пользу решений FTTH выступали эксперты компании Motorola. Они сравнивают продолжительность жизненного цикла инвестиций в любую технологию доступа и коррелированный рост требований к пропускной способности каналов доступа. Проведённый анализ показывает, что если технические решения, которые закладываются в основу сегмента доступа сети в 2005—2008 годах, окажутся неспособными обеспечить скорость 100 Мбит/с в 2013—2015 годах, то моральное устаревание оборудования произойдёт до окончания инвестиционного цикла. Оператор должен обязательно учитывать эти данные, иначе он рискует оказаться уязвимым перед лицом конкурентов по мере стремления пользователей к получению услуг всё более высокого класса.
Эксперты компании Alcatel-Lucent перечисляют следующие преимущества архитектуры FTTH:
- из всех вариантов FTTx она обеспечивает наибольшую полосу пропускания;
- это полностью стандартизированный и наиболее перспективный вариант;
- решения FTTH обеспечивают массовое обслуживание абонентов на расстоянии до 20 км от узла связи;
- они позволяют существенно сократить эксплуатационные расходы — за счёт уменьшения площади технических помещений (необходимых для размещения оборудования), снижения энергопотребления и затрат на техническую поддержку[1].

## Аппаратная архитектура и типы подключений
Простейшей архитектурой оптической сети является прямое волокно. При таком способе каждое волокно в кабеле от помещений оператора связи идёт к одному клиенту. Подобные сети могут обеспечить великолепную скорость передачи данных, но они существенно дороже по причине нерационального использования волокон и оборудования, обслуживающего линию связи.
Прямые волокна как правило предоставляются крупным корпоративным клиентам или государственным структурам. Преимуществом является возможность использования 2-го уровня сетевых технологий независимо от того, будь то активная, пассивная или гибридная оптическая сеть.
В прочих случаях (массовых подключениях абонентов) каждое волокно, идущее от оператора связи, обслуживает множество клиентов. Оно носит название «общее волокно» (англ. shared fiber). При этом оптика доводится максимально близко до клиента, после чего оно соединяется с индивидуальным, идущим до конечного потребителя волокном. В таком соединении применяются как активные, так и пассивные оптические сети.
В зависимости от способа построения оптические сети делятся на:
- активные оптические сети — с работающим активным сетевым оборудованием для усиления и передачи сигнала;
- пассивные оптические сети — с разветвителями оптических сигналов;
- гибридные оптические сети — использующие активные и пассивные компоненты одновременно.

### Активная оптическая сеть
Основана на передаче оптического сигнала сетевым электрооборудованием, принимающим, усиливающим и передающим эти сигналы. Это может быть коммутатор, маршрутизатор, медиаконвертер — как правило, оптические сигналы в активной оптической сети преобразуются в электрические и обратно. Каждый оптический сигнал от централизованного оборудования оператора связи идёт только к тому конечному пользователю, для которого он предназначен.
Входящие со стороны абонентов сигналы избегают коллизий в едином волокне, так как электрооборудование обеспечивает буферизацию. В качестве первой мили от оборудования оператора связи используется оборудование активный ETTH, включающее в себя оптические сетевые коммутаторы с оптикой, и служащее для распространения сигнала к абонентам.
Подобные сети идентичны компьютерным ethernet сетям, используемым в офисах и образовательных учреждениях с тем лишь исключением, что они предназначены для подключения домов и строений к центральному зданию оператора связи, а не для подключения компьютеров и принтеров в ограниченном пространстве. Каждый распределительный шкаф может обслуживать до 1000 абонентов, хотя обычно ограничиваются подключением 400—500 человек.
Такое узловое оборудование обеспечивает коммутацию второго и третьего уровней, а также маршрутизацию, разгружая тем самым магистральный маршрутизатор оператора связи и обеспечивая передачу данных в его серверное помещение. Стандарт IEEE 802.3ah позволяет провайдерам услуг интернета предоставлять скорости до 100 Мбит/с и полным дуплексом по одномодовому оптоволоконному кабелю, подключённому по схеме FTTH. Коммерчески доступными также становятся скорости в 1 Гбит/с.

### Пассивная оптическая сеть
Пассивная оптическая сеть — это архитектура сети FTTP с подключением по принципу точка-многоточка на основе энергонезависимых оптических разветвителей (сплиттеров), позволяющих по одному оптическому волокну обслуживать до 128 абонентов. По сравнению с подключением по прямому волокну, PON уменьшает требования к оптическому кабелю и обслуживающему его оборудованию провайдера. Нисходящий по волокну сигнал транслируется от оборудования оператора связи ко всем абонентам, совместно использующим линию связи. Для предотвращения перехвата трафика используется шифрование. Восходящие сигналы от абонентов объединяются в один поток с применением протокола множественного доступа, как правило, с временны́м разделением доступа.

### Электрооборудование
Когда линия связи уже вошла в помещение клиента, то окончательное расстояние до клиентского оборудования сигнал, как правило, уже проходит в электрическом формате.
Это может быть как медиаконвертер, так и оптический сетевой терминал (ONT, термин ITU-T) или оптический сетевой модуль (ONU, аналогичный термин IEEE), преобразующие оптический сигнал в электрический, с использованием технологии тонкоплёночного фильтра. Эти устройства для своей работы требуют наличия электроэнергии, потому их стараются подключать к резервным источникам питания для обеспечения бесперебойной работы в экстренных случаях и при перебоях с подачей электроэнергии. Терминация оптической линии оптическими терминалами или модулями «направляет» линии связи для выделения им тайм-слота протокола TDMA и обеспечения восходящего потока связи (в направлении от абонента к провайдеру).
Для варианта FTTH и некоторых видов FTTB общим для всех подключаемых зданий является обеспечение телефонизации, LAN и систем кабельного телевидения, которые подключаются к оптическому сетевому терминалу или модулю. Все эти три системы передачи данных не могут напрямую подключаться к оптическому модулю, но возможно объединить их сигналы и передавать в единой среде. В зависимости от того, что ближе к пользователю, — маршрутизатор, модем или сетевая плата, — то устройство может разделить сигнал и преобразовать его в подходящий протокол.
Например, при использовании технологии VDSL, комбинированный сигнал передаётся в здание по существующему проводному соединению и входит в жилое помещение, где VDSL-модем преобразует данные и видеосигнал (услуги телевидения) в протокол ethernet, который доставляется до оконечного оборудования по витой паре. Далее модуль сетевого интерфейса преобразует видеосигнал в радиочастотный, передаваемый оконечному оборудованию по коаксиальному кабелю. Комбинированный сигнал также может доходить до телефонного аппарата, подключённого через ADSL-сплиттер для отделения голосового сигнала от остальных, или же до IP-телефона, который может включаться в локальную сеть.